# 松浦東鶏
松浦 東鶏（まつうら とうけい・生没年不詳）は、江戸時代に大坂（浪花）で活躍した家相家である。四天王寺秋野坊の法印の門人で、神祇の職と家相家の職を兼務し、聖徳太子の時代からの伝統的式礼と相法に詳しかった。
尾島碩聞の著作によると、東鶏は、大坂の高津で次男として生まれた。幼名は好之助である。兄は家業の商いを継いだが、弟の好之助は独立して陰陽道を志し、名を松浦久信（東鶏）と改める。その後、中国の『陰陽五要奇書』『協紀弁方書』などを参考に、『家相図解』『家相大全』などの著書を記した。碩聞は、「近世、家相が盛んになったのは、東鶏の力によるところが大きい」と評価している。
なお、江戸時代に多くの家相書を執筆した松浦琴鶴は、東鶏の甥である。

## 著作
- 家相図解（寛政十年）
- 家相図説大全（享和元年）
- 方鑑精義大成（享和二年）
- 匠家故実録（享和三年）
- 家相故歴伝（文化十年）
- 宅相内門伝（文化十四年、琴堂文庫蔵）
- 斑鳩夜話問答集（文政元年）
- 宅相内門極秘伝書（嘉永五年、佐々木学建築研究所蔵）
- 家相秘伝四神中央之巻（作成年不明）
- 風水玄機録（作成年不明）